# مفارقة الصداقة

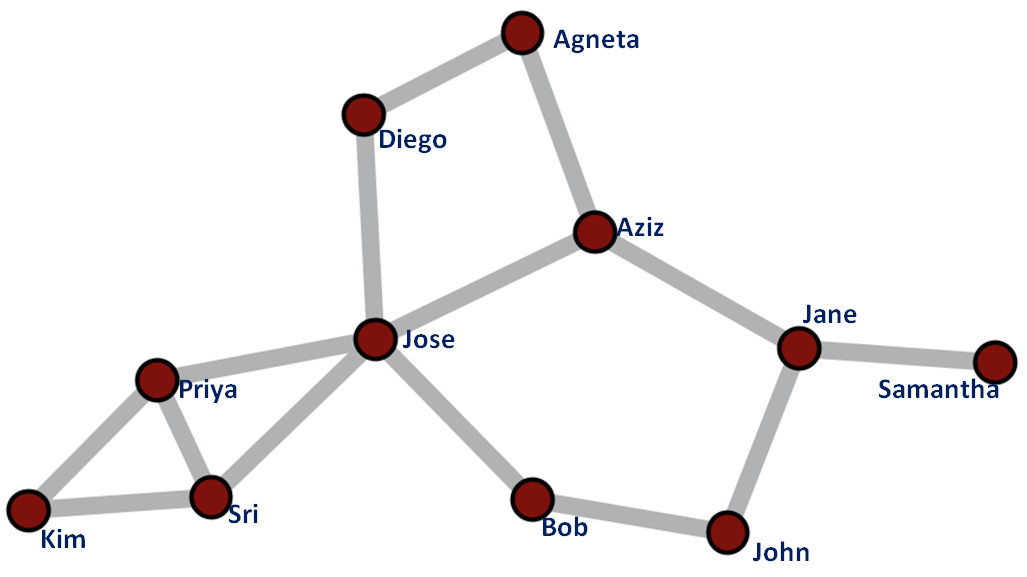

مفارقة الصداقة (بالإنجليزية: Friendship paradox)‏، هي ظاهرة لاحظها لأول مرة عالم الاجتماع سكوت ل. فيلد في عام 1991 بأن معظم الناس في المتوسط لديهم أصدقاء أقل من أصدقائهم. يمكن تفسيره على أنه شكل من أشكال الانحياز الاستعياني في أخذ العينات حيث يكون لدى الأشخاص الذين لديهم أعداد أكبر من الأصدقاء احتمال متزايد في الملاحظة بين الأصدقاء. تناقضاً لهذا الأمر، يعتقد معظم الناس أن لديهم أصدقاء أكثر من أصدقائهم.
يمكن تطبيق الملاحظة نفسها بشكل أعم على الشبكات الاجتماعية التي تحددها العلاقات الأخرى بخلاف الصداقة.
على الرغم من طبيعتها المتناقضة على ما يبدو، فإن هذه الظاهرة حقيقية، ويمكن تفسيرها كنتيجة للخصائص الرياضية العامة للشبكات الاجتماعية. ترتبط الرياضيات التي تقف وراء ذلك ارتباطًا مباشرًا بتفاوت الوسط الحسابي الهندسي وعدم المساواة ومتباينة كوشي-شفارز .
يشير تحليل مفارقة الصداقة إلى أن أصدقاء الأفراد الذين يتم اختيارهم بشكل عشوائي من المرجح أن يكون لهم مركزية أعلى من المتوسط. تم استخدام هذه الملاحظة كوسيلة للتنبؤ وإبطاء سير الأوبئة، وذلك باستخدام عملية الاختيار العشوائي هذه لاختيار الأفراد لتحصين أو رصد العدوى مع تجنب الحاجة إلى حساب معقد لمركزية جميع العقد في الشبكة.

## روابط خارجية
- Strogatz، Steven (17 سبتمبر 2012). "Friends You Can Count On". New York Times. مؤرشف من الأصل في 2019-10-01. اطلع عليه بتاريخ 2013-01-17.